# 991
991 је била проста година.

## Догађаји
- 1. март: У Руану, папа Јован XV ратификује прво Божје примирје, између Етелреда Неспремног и Ричарда I од Нормандије.
- 29. март: Бискуп Адалберон затвара издајничког војводу Карла од Лорене и његовог нећака Арнулфа, надбискупа Ремса. Адалберон предаје двојицу мушкараца краљу Хугу Капету, који њих и њихову породицу затвара у Орлеану. Градови Ремс и Лаон враћени су Капету.
- 5. април: Земљотрес у Дамаску у Сирији: Према историчару Жоржу Елмачину (13. век), земљотрес је изазвао пад 1.000 кућа у самом Дамаску, а многи људи су остали заробљени у њиховим рушевинама и погинули. Село Беглабек је наводно прогутано због земљотреса.
- Пролеће: Византијски цар Василије II почиње кампању против Бугара.
- 15. јун: Царица Теофанија умире у Најмегену, а Аделаида од Италије преузима пуно регентство над својим унуком, Отоном III.
- 17–18. јун: Краљевски савет у Сен-Базелу де Верзи обележен је сукобом између бискупа и монаха. Жербер д'Оријак је изабран за наследника свргнутог Арнулфа на месту надбискупа Ремса, на незадовољство папе Јована XV, који није учествовао у одлуци.
- 11. август — Након напада Улава Тригвасона на ушће реке Темзе, елдорман Биртнот је убијен у бици код Малдона у Есексу. Етелред Неспремни је приморан да плати данак од 22.000 фунти сребра да би Тригвасон повукао своје трупе.
- 22. новембар: Почетак владавине Ел-Кадира, абасидског калифа Багдада, под туторством Бујида и након свргавања Ел-Таија.
- Гроф Одо I од Блое, који је освојио Мелун, протеран је из града од стране коалиције краља Хуга Капета, грофа Фулка III од Анжуја и Ричарда I од Нормандије; Одо је поражен код Орсеја од Бушара I од Вандома, верног вазала Капета задуженог за чување Мелуна.
- Пјетро II Орсеоло постаје 26. дужд Венеције. Венеција успоставља протекторат на обали Далматинских острва.
- Таранто опседају сицилијански Арапи.
- Документ који набраја поседе Мјешка I, Дагоме јудекс, написан је и поверен папи Јовану XV, који ставља пољске територије под папску заштиту.
- Ерупција Везува.

## Смрти
- 2. април — Варда Склир, византијски генерал